# 보초선
보초선(A Sentry Line)은 한국에서 제작된 박상민 감독의 2001년 드라마 영화이다. 장도훈 등이 주연으로 출연하였다.

## 출연

### 주연
- 장도훈
- 장현덕

## 제작진
- 조명: 정하현
- 사운드: 신지영